# جنازة في برلين
جنازة في برلين Funeral in Berlin هي رواية تجسس للروائي الإنجليزي لين ديتون.
القصة: يسافر بطل الرواية وهو عميل سري يعمل لصالح المخابرات البريطانية، إلى برلين من أجل تهريب عالم سوفييتي بدعم من المخابرات الألمانية. فتتم تدبير جنازة وهمية لهذا الغرض.
في عام 1966 أخرج فيلم سينمائي مقتبس من الرواية بطولة مايكل كين وإخراج غاي هاملتون.